# أرماندو غونزاليس (منافس ألعاب قوى)
أرماندو غونزاليس (بالإسبانية: Armando González)‏ هو منافس ألعاب قوى أوروغواياني، ولد في 20 أبريل 1940 في مونتفيدو في الأوروغواي.

## وصلات خارجية
- أرماندو غونزاليس على موقع أوليمبيديا (الإنجليزية)